# Desa Bagolo
Desa Bagolo är en administrativ by i Indonesien.   Den ligger i provinsen Jawa Barat, i den västra delen av landet, 270 km sydost om huvudstaden Jakarta.